# Armas ocultas
Love and Lies en Hispanoamérica Armas Ocultas es una película de 1990 dirigida por Roger Young y protagonizada por Mare Winningham, Peter Gallagher, Tom O´Brien, G.W.Bailey, Robert Harper, Caroline Williams, M. Emmet Walsh.

## Sinopsis
La investigadora privada Kim Paris tiene entre manos un difícil caso. Debe descubrir al culpable de la muerte de una pareja de ancianos que han sido asesinados. El principal sospechoso, Gallagher, es un hombre encantador que estuvo viviendo con la hija del matrimonio. Trabajando al margen de la ley, la agente se verá envuelta en un peligroso círculo de mentiras y traiciones cuando se enamora del sospechoso.